# Задембе (Груєцький повіт)
Задембе (пол. Zadębie) — село в Польщі, у гміні Хинув Груєцького повіту Мазовецького воєводства.
Населення — 40 осіб (2011).
У 1975—1998 роках село належало до Радомського воєводства.

## Демографія
Демографічна структура станом на 31 березня 2011 року:
|          | Загалом | Допрацездатний вік | Працездатний вік | Постпрацездатний вік |
| -------- | ------- | ------------------ | ---------------- | -------------------- |
| Чоловіки | 23      | 1                  | 18               | 4                    |
| Жінки    | 17      | 2                  | 8                | 7                    |
| Разом    | 40      | 3                  | 26               | 11                   |